# Chyrsowska reka
Chyrsowska reka, Dereboju (bułg. Хърсовска река, Деребою) – rzeka okresowa we wschodniej Bułgarii, o długości 91 km.
Źródła rzeki znajdują się w północnej części płaskowyżu Stana, na wysokości 397 m n.p.m., 2,5 km północno-zachodnio od miejscowości Chyrsowo. Do wsi Pet mogili płynie we wschodnim i północno-wschodnim kierunku szeroką doliną. A następnie skręca na północ płynąc wąwozem przez Łudogorie i Dobrudżę. Mijając Cani Ginczewo jej koryto wysycha, epizodycznie napełniając się w okresie śnieżnych lub deszczowych opadów. Uchodzi do prawego suchego koryta Kanagjołu, na wysokości 24 m n.p.m.